# 许庆瑞
许庆瑞（1930年1月—），男，江苏常州人，中华人民共和国管理学家，中国工程院院士。

## 生平
许庆瑞1947年自上海南洋模范中学毕业后，考入交通大学工业管理工程系。此后又进入中国人民大学攻读研究生。1955年毕业并留校任教。1961年起任教于浙江大学电机系。1980年前往美国进修。回国后在中国首先提出了“技术创新管理”的概念，并开始从事创新管理、管理工程领域的研究工作。1990年他出版了中国在该领域的首部著作《技术创新管理》。他还参与创办了浙江大学管理系，并出任系主任。2007年当选中国工程院工程管理学部院士。